# Trachylepis sparsa
Trachylepis sparsa es una especie de escincomorfos de la familia Scincidae.

## Distribución geográfica
Es endémica de Namibia.